# Alban Ajdini
Alban Ajdini (* 9. Juli 1999 in Genf) ist ein kosovarisch-schweizerischer Fussballspieler, der aktuell beim FC Stade Lausanne-Ouchy als rechter Flügelspieler spielt.

## Karriere

### Verein
Ajdini begann seine fussballerische Laufbahn in seiner Geburtsstadt Genf beim Servette FC, wo er bis 2017 unter anderem in der U18 tätig war. In seiner ersten Saison in der U18 Swiss Elite League spielte er 14 Mal für die Junioren der Genfer, dabei schoss er zwei Tore. Ausserdem trat er einmal in der Endrunde der Elite League auf. In der Saison darauf spielte er bereits 22 Mal und konnte dabei sechs Tore erzielen. Für die U21 durfte er in jener Saison auch zwei Mal spielen. In der Saison 2017/18 war er Stammspieler bei der U21 und konnte in 18 Spielen drei Mal treffen. In der Folgesaison kam er nur noch zwölf Mal zum Einsatz und schoss dabei zwei Tore. In der Saison 2019/20 schaffte er gegen Ende der Saison den Sprung in die Profimannschaft. Er gab sein Debüt am 19. Juli 2020 (32. Spieltag), als er beim 2:2 gegen den FC Basel fünf Minuten vor Schluss eingewechselt wurde. Mit seinem ersten Spiel in der Startelf am letzten Spieltag kam er auf vier Profieinsätze in dieser Saison 2019/20. Für die U23 kam er in der Saison auch 13 Mal zum Einsatz und schoss fünf Tore. Nach der Saison unterzeichnete er einen Zwei-Jahres-Vertrag bei Servette. In der darauf folgenden Saison kam er zunächst zweimal bei der U21 zum Einsatz und schließlich einmal bei den Profis. Bis zum Jahreswechsel absolvierte er kein anderes Spiel mehr.
Daraufhin wurde er an den FC Stade Lausanne-Ouchy verliehen. In der Challenge League debütierte er am 22. Januar 2021 (16. Spieltag) nach Einwechslung bei der 0:2-Niederlage gegen den Grasshopper Club Zürich. Drei Wochen später wurde er gegen den FC Winterthur erneut eingewechselt und schoss das finale Tor zum 4:1-Sieg und seinen ersten Treffer im Profibereich. Während seiner Leihe kam er zu 14 Einsätzen und schoss dabei vier Tore. Nach dieser halben Saison in Lausanne wechselte er zur Saison 2021/22 permanent zum vorjährigen Tabellendritten.

### Nationalmannschaft
Ajdini kam bisher zweimal in der U21-EM-Qualifikation für die kosovarische U-21-Nationalmannschaft zum Einsatz.